# Consell General de Castella i Lleó
El Consell General de Castella i Lleó fou una entitat preautonòmica de la Comunitat Autònoma de Castella i Lleó que va desenvolupar la seva activitat des de 1978 fins a 1983, any que va entrar en vigor l'Estatut d'Autonomia de Castella i Lleó. El Consell General de Castella i Lleó va tenir la seva seu, successivament, en la Diputació Provincial de Burgos i en el Palacio de la Isla de Burgos. Va estar presidit per Juan Manuel Reol Tejada (UCD) durant el període 1978-1980 i per José Manuel García-Verdugo (UCD) durant el període 1981-1983.